# الخرفة (السياني)

تعديل مصدري - تعديل

الخرفة محلة تابعة لقرية خبائة، التابعة لعزلة الازارق بمديرية السياني إحدى مديريات محافظة إب في الجمهورية اليمنية.، بلغ تعداد سكانها 83 حسب تعداد اليمن لعام 2004.